# Al-Tanf
Al-Tanf (en arabe : التَّنْف) est une base militaire américaine située dans une partie du gouvernorat de Homs, en Syrie, qui est contrôlé par la 70e division de l'Armée syrienne, anciennement l'Armée libre syrienne (SFA). La base est située 24 km (15 mi) à l'ouest du poste frontière d'al-Walid dans le désert syrien. La zone de coordination environnante est située le long de la frontière entre l’Irak et la Syrie et de la frontière entre la Jordanie et la Syrie. La garnison est située le long d’une route stratégique connue sous le nom d’autoroute M2 Bagdad – Damas. Le camp de réfugiés de Rukban pour les déplacés internes syriens est situé dans la zone de coordination.
Une présence importante des forces armées américaines à l'avant-poste a commencé début 2016 lors de l'intervention menée par les États-Unis dans la guerre civile syrienne afin de former les combattants anti-Daesh du groupe rebelle d'opposition de la Nouvelle armée syrienne, appelée depuis décembre 2016 l'Armée des commandos de la révolution. En 2024, la base militaire d’Al-Tanf continue de servir de quartier général à l’Armée des commandos de la révolution et à un contingent d’au moins 200 soldats américains opérant pour le compte de la Combined Joint Task Force – Operation Inherent Resolve (CJTF-OIR) menée par les États-Unis.

## Légalité
Avant sa chute en décembre 2024, le gouvernement syrien de Bachar el-Assad considérait la présence militaire américaine à al-Tanf comme illégale et « la présence de troupes turques et américaines sur son territoire comme une agression et exige le retrait immédiat et inconditionnel des forces étrangères de son territoire »,. L'Iran, la Russie et la Chine ont publiquement soutenu la position du régime syrien, critiquant régulièrement la présence américaine dans le sud-est de la Syrie. Le ministre chinois des Affaires étrangères a appelé les États-Unis à « respecter la souveraineté, l’indépendance et l’intégrité territoriale des autres pays et à mettre immédiatement fin à l’occupation illégale et au pillage de la Syrie par les troupes »,. Dans un courrier de février 2018, les États-Unis ont justifié leur occupation en invoquant la doctrine de la légitime défense collective, nécessaire pour défendre l’Irak, les États-Unis eux-mêmes et d’autres États contre l’État islamique et d’autres groupes terroristes actifs.
Les États-Unis ont qualifié la base d’al-Tanf de contre-pouvoir à l’influence résiduelle de la coalition Russie-Syrie-Iran dans la région. En novembre 2019, le président américain Donald Trump a déclaré que les troupes américaines étaient en Syrie « uniquement pour le pétrole »,,.
Après le retrait annoncé des troupes américaines de Syrie, le conseiller américain à la sécurité nationale John Bolton a déclaré début 2019 que les opérations américaines dans la région d'al-Tanf se poursuivraient dans le cadre des efforts américains pour contrer « l'influence iranienne » en Syrie. Le 28 janvier 2019, le ministre jordanien des Affaires étrangères Ayman Safadi a exclu la possibilité que les forces armées jordaniennes prennent le contrôle d’al-Tanf après le départ des troupes terrestres américaines de Syrie. « Al-Tanf se trouve de l'autre côté de la frontière jordanienne. Comme je l'ai dit, la Jordanie ne franchira pas sa frontière. Nous prendrons toutes les mesures nécessaires pour protéger notre sécurité... mais les arrangements de l'autre côté de la frontière après le retrait devront être convenus par toutes les parties, et elles devront assurer la sécurité dans la région », a déclaré le ministre.

## Établissement
En mai 2015, les combattants de l'État islamique prennent le contrôle du poste frontière d’Al-Tanf, obtenant ainsi le contrôle de toute la longueur de la frontière entre l’Irak et la Syrie. Début mars 2016, la faction rebelle de la Nouvelle armée syrienne, soutenue par les États-Unis, capture le poste d'al-Tanf du côté syrien de la frontière. Début août, le poste de contrôle d'al-Waleed, du côté irakien de la frontière, est repris par les milices tribales irakiennes pro-gouvernementales soutenues par les forces dirigées par les États-Unis,. En août 2016, la BBC publie des photographies prises en juin de la même année qui, selon ses sources, montraient des soldats des forces spéciales britanniques gardant le périmètre de la base d'al-Tanf.
En mars 2017, l'Armée des commandos de la révolution(successeur de la Nouvelle armée syrienne) a rouvert le poste frontière, reprenant le trafic civil transfrontalier ; un groupe appelé l'Armée des tribus irakiennes aurait contrôlé le côté irakien du poste frontière.
En mai 2017, il a été signalé que les forces américaines entraînaient des rebelles syriens à Al-Tanf,.

## Attaques
Le 8 avril 2017, des combattants de Daesh lancent une attaque coordonnée contre l’avant-poste des forces spéciales américaines à al-Tanf dans le cadre de l'offensive d'al-Hamad, . L'État islamique a commencé l'attaque en frappant la base avec une voiture piégée, puis en attaquant avec environ 50 fantassins. L'attaque a été repoussée d'abord par des tirs des rebelles syriens et des forces spéciales norvégiennes et américaines, puis par des frappes aériennes de la coalition internationale qui ont tué la plupart des forces de Daesh et détruit leurs véhicules. Les rebelles syriens déclarent que quatre de leurs combattants et huit combattants de l'État islamique ont été tués.
Le 18 mai 2017, des avions de chasse américains frappent un convoi de forces pro-régime qui avançait vers la base,. Peu de temps après, dans le cadre de l'offensive d'al-Tanf, les forces gouvernementales syriennes auraient continué leur progression dans une direction où elles auraient utilisé des armes avancées de fabrication russe et auraient été appuyées par des hélicoptères russes, selon un rapport reconnu le 26 mai par des médias du ministère russe de la Défense.
Le 17 juin 2017, les forces armées irakiennes annoncent que l'armée irakienne et les combattants tribaux sunnites, soutenus par l'aviation de la coalition dirigée par les États-Unis, avaient délogé l'État islamique du côté irakien du poste frontière d'al-Waleed.

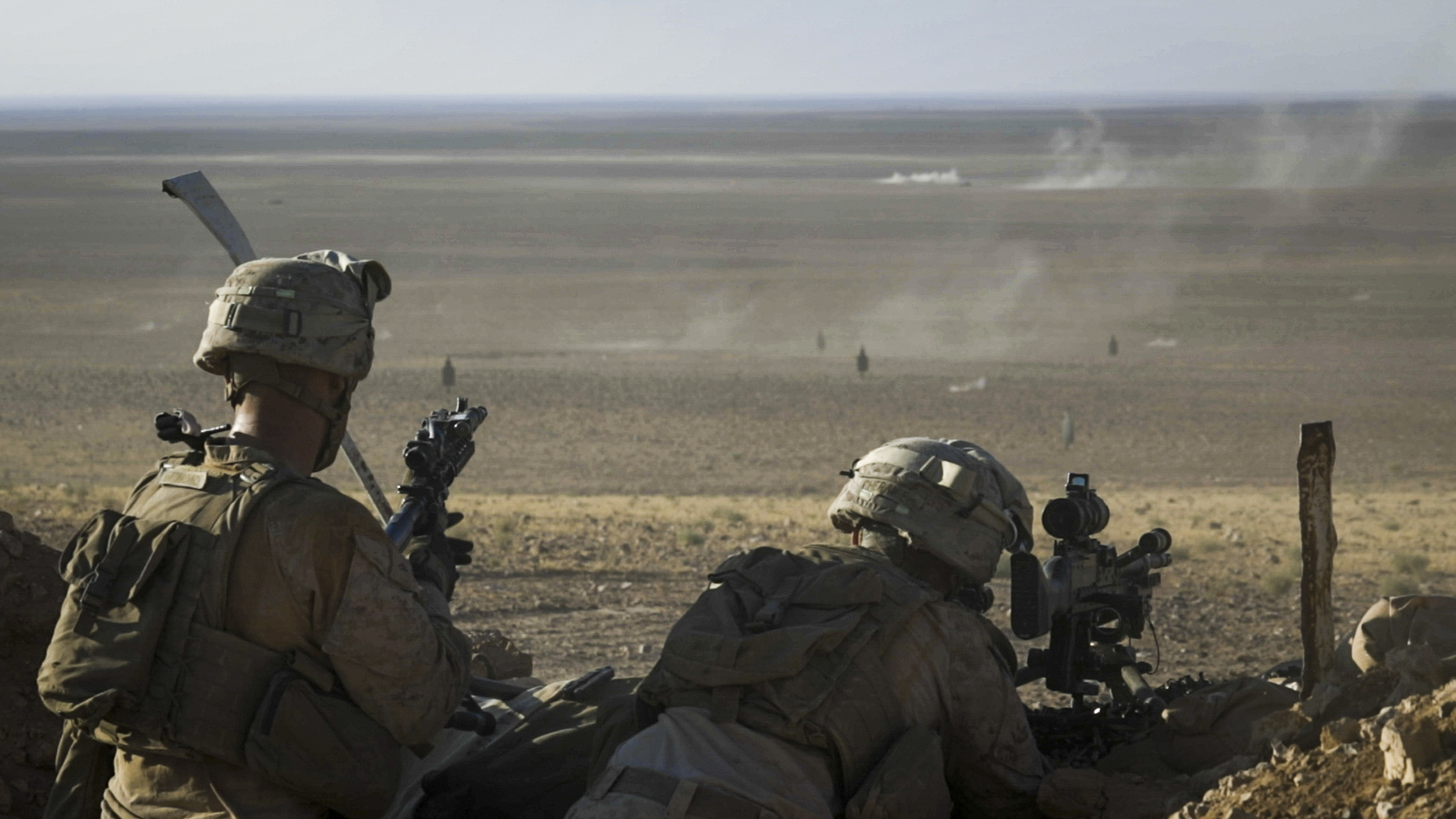
3e bataillon, 7e Marines attaché au SP-MAGTF-CR-CC lors de l'opération Apex Teufelhunden, un exercice de tir réel près d'al-Tanf, le 7 septembre 2018.

Fin décembre 2017, le chef d' état-major russe Valery Gerasimov déclare que la garnison américaine d'al-Tanf était totalement isolée par les forces gouvernementales syriennes à la suite de l'offensive dans le désert dans la région.
Vers le 16 février 2020, un groupe mandataire soutenu par l'Iran aurait pénétré dans la zone de coordination à Al-Tanf, et aurait ensuite été repoussé par l'Armée des commandos de la révolution,.
Le 20 octobre 2021, la base est attaquée par des drones, sans faire de blessés. Le 14 décembre 2021, un Typhoon FGR4 de la RAF a abattu un petit drone hostile avec un ASRAAM près de la base,.
En juin 2022, la Russie mène des frappes aériennes sur la base militaire américaine d'al-Tanf, après avoir préalablement informé les États-Unis de ses intentions, permettant aux forces locales de se relocaliser avant la frappe. Des responsables américains ont déclaré que la Russie avait affirmé que le groupe rebelle de l'Armée des commandos de la révolution avait mené une attaque à la bombe au bord d'une route contre les forces russes, bien que les États-Unis ne le croient pas, et pensent plutôt que la Russie cherchait simplement une raison pour mener des frappes aériennes à cet endroit.
Les États-Unis ont signalé une attaque de drone à proximité de la base d'al-Tanf dans la nuit du 15 août 2022. Tous les drones, à l'exception d'un seul, ont été repoussés et, malgré l'explosion d'un seul drone dans un complexe utilisé par l'Armée des commandos de la révolution, l'attaque n'a fait ni victimes ni dégâts. Peu de temps après, le ministère syrien des Affaires étrangères a publié une déclaration exigeant que « la partie américaine retire immédiatement et sans condition ses forces militaires présentes illégalement sur le territoire syrien ».
Le 24 août 2022, le président américain Joe Biden ordonne des frappes aériennes contre le Corps des gardiens de la révolution islamique, après qu'un certain nombre de roquettes ont frappé près de la base militaire américaine d'al-Tanf le 15 août et une frappe aérienne de l'armée russe dans une zone tenue par l'opposition syrienne. Selon le United States Central Command, les frappes américaines ont ciblé onze bunkers à Deir ez-Zor utilisés pour stocker des armes,. Un porte-parole du ministère iranien des Affaires étrangères a nié tout lien entre l'Iran et les cibles touchées par les États-Unis en Syrie et a condamné cette frappe comme étant « une violation de la souveraineté et de l'intégrité territoriale de la Syrie »,.
Une attaque de drone sur al-Tanf à la mi-octobre 2023 blesse 15 soldats américains, subissant des lésions cérébrales traumatiques, ainsi que deux autres soldats avec des blessures légères. Tous les militaires américains blessés étaient retournés au service le 12 novembre suivant.
Le 28 janvier 2024, une opération « suicide » de drone menée à la Tour 22, un avant-poste militaire près d'al-Tanf à la frontière jordanienne, a fait trois morts parmi les soldats américains et plus de 30 blessés. La Résistance islamique en Irak, une milice soutenue par l'Iran, a revendiqué la responsabilité de l'attaque.

## Opérations

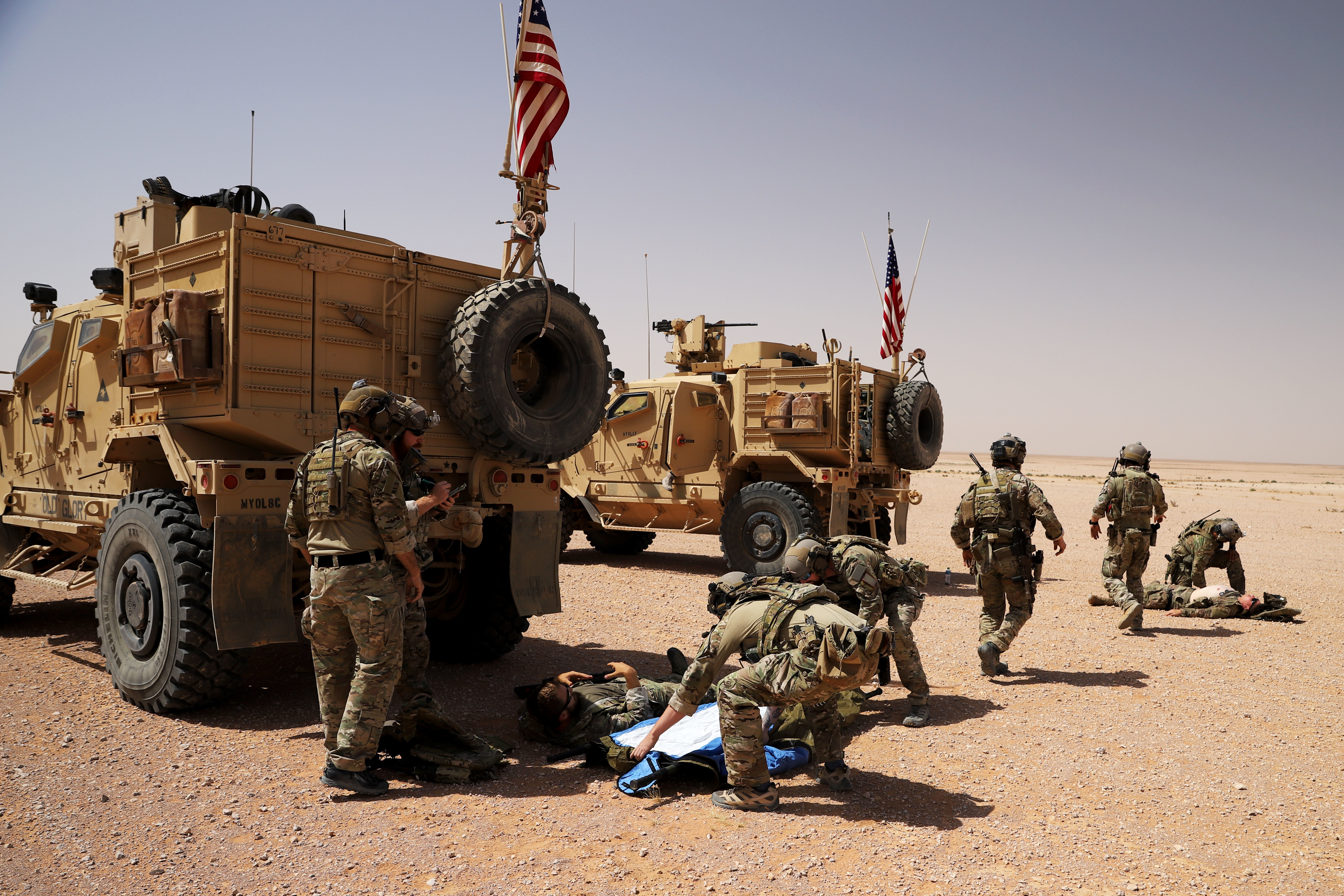
Les bérets verts américains effectuent un exercice d'évacuation sanitaire lors d'une patrouille dans la zone de coordination, le 27 mai 2020

Fin 2017, les médias arabes ont commencé à appeler la « deconfliction zone », ou zone de coordination, autour de la base de Tanf « la zone de 55 km » car elle était composée d'une zone en demi-cercle d'un rayon de 55 km avec la base en son centre. En 2018, la région d'al-Tanf abritait cinq factions rebelles, dont l'Armée des Lions de l'Est, les Forces du Martyr Ahmad al-Abdo, l' Armée des tribus libres, l'Armée des commandos de la révolution (également connue sous le nom de Maghawir al-Thawra ou MaT) et le Liwa Shuhada al-Qaryatayn.
Le 7 septembre 2018, le commandement central des États-Unis a annoncé un exercice de tir réel dans le cadre de l'opération Inherent Resolve autour de la garnison d'al-Tanf, baptisé opération Apex Teufelhunden. L'annonce le décrit comme un « exercice de défaite de l'État islamique ». Le Centre russe de réconciliation pour la Syrie a indiqué que « depuis l'existence de la base, nous n'avons pas connaissance d'une seule opération américaine contre l'État islamique dans la région ».
Le 23 octobre 2019, l'Armée des commandos de la révolution (MaT) aurait saisi pour 3,5 millions de dollars de drogues illicites auprès d'un contrebandier de la « deconfliction zone » (DCZ). Selon le coalition internationale (CJTF-OIR), le trafiquant a caché la drogue au sein de fournitures destinées au camp de réfugiés de Rukban. Le groupe rebelle a trouvé près de 850 000 pilules de Captagon après avoir fouillé le camion du passeur. « C'est l'une des plus grosses saisies de drogue que nous ayons jamais réalisées », a déclaré le colonel Muhanned Tallah, le commandant de la MaT. La coalition a établi un lien entre le trafic d'armes et de drogue au sein de la DCZ et les réseaux clandestins de l'État islamique.
Le 30 mai 2020, l'armée américaine a publié des images de membres des forces d'opérations spéciales à al-Tanf s'entraînant avec un système de visée optique « intelligent » Smart Shooter SMASH 2000 de fabrication israélienne fixé à leurs fusils M4A1. Il n'a pas été clairement établi si les unités d'opérations spéciales de la région avaient effectivement adopté l'optique informatisée ou si la formation faisait partie d'essais sur le terrain ou d'un autre type de démonstration.
En décembre 2024, l'Armée des commandos de la révolution (ou Armée libre syrienne) lance une offensive depuis al-Tanf sur Palmyre avec le soutien logistique des États-Unis.

## Personnel et déploiements
Les États-Unis qualifient l’Armée des commandos de la révolution d'opposition syrienne « vérifiée et contrôlée ». Selon les États-Unis, ces combattants ne sont autorisés à lancer des offensives que contre l’État islamique et non contre les forces armées pro-régime, bien que des affrontements avec des éléments pro-gouvernementaux syriens aient eu lieu,. En 2019, la coalition internationale désignait simplement la zone comme « deconfliction zone » (DCZ) avec la garnison d'Al-Tanf (ATG) au centre.
En septembre 2017, le média gouvernemental russe RIA Novosti a rapporté, en citant des sources militaires et diplomatiques anonymes, que les États-Unis s'étaient déclarés prêts à quitter Al-Tanf, sans préciser quand.
Le 8 février 2018, à la suite d'une « attaque non provoquée » des forces pro-régime dans l'est de la Syrie, les Forces démocratiques syriennes et la coalition internationale menée par les États-Unis ont infligé de nombreuses pertes aux mercenaires russes du groupe Wagner. La porte-parole du ministère russe des Affaires étrangères, Maria Zakharova, a déclaré : « la présence armée illégale des États-Unis en Syrie représente un sérieux défi pour le processus de paix, pour l'intégrité territoriale et l'unité du pays. Une zone de 55 kilomètres créée unilatéralement par les Américains autour de leur base militaire près d'al-Tanf est utilisée par les unités dispersées des militants de l'État islamique » pour échapper à la poursuite des forces gouvernementales et se regrouper. À la mi-février 2018, le ministre russe des Affaires étrangères Sergueï Lavrov a déclaré que la présence militaire américaine en Syrie en général et dans la région d'al-Tanf en particulier « était illégale et inacceptable »,.
En août 2018, le représentant du département d’État américain William V. Roebuck s’est rendu dans les villes de Manbij et Kobané, toutes deux situées dans le gouvernorat d’Alep, ainsi que dans la ville d'Al-Chaddadeh dans le gouvernorat de Hassaké. Il devait ensuite visiter le gouvernorat de Deir ez-Zor, dont la moitié est contrôlée par la Fédération démocratique du Nord de la Syrie dirigée par les Kurdes. « Nous sommes prêts à rester ici, comme l'a clairement indiqué le président Donald Trump », a-t-il déclaré après avoir rencontré des responsables kurdes.
En octobre 2018, le général américain Joseph Votel, commandant du CENTCOM, a déclaré que les forces américaines à Al-Tanf n'avaient pas « de mission anti-iranienne ici. Nous avons une mission pour vaincre l'État islamique », mais a néanmoins reconnu que la présence américaine dans la région avait « un effet indirect sur certaines activités malveillantes que l'Iran et ses divers mandataires et substituts souhaiteraient poursuivre ici ».
L'administration Trump a annoncé le 22 février 2019 qu'environ 400 soldats américains resteraient en Syrie après le retrait, dont environ la moitié en garnison dans la Fédération démocratique du nord de la Syrie dirigée par les Kurdes et l'autre moitié dans la garnison d'al-Tanf. Les 200 d'al-Tanf devaient rester indéfiniment.

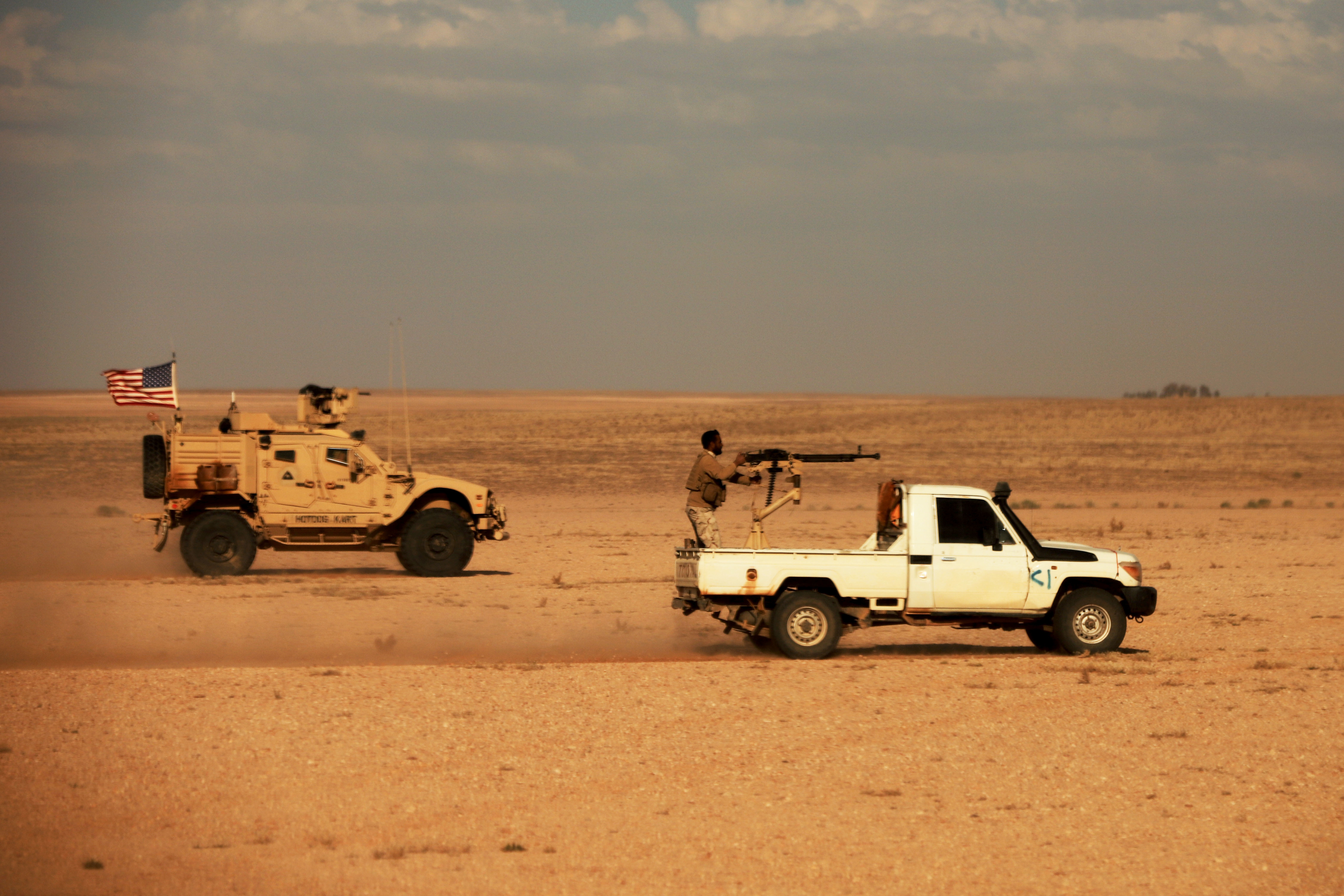
Des bérets verts américains et l'Armée des commandos de la révolution (MaT) lors d'une patrouille conjointe près d'Al-Tanf, le 29 avril 2020.

Le 27 février 2019, la Syrie et la Russie ont publié une déclaration commune exigeant à nouveau que toutes les forces américaines quittent la Syrie, tout en exigeant que les forces américaines autorisent les autorités russes et syriennes à évacuer le camp de réfugiés de Rukban, le long de la frontière jordanienne, pour « relocaliser les personnes dans la région de Rubkan et leur garantir un passage sûr vers leurs lieux de résidence permanente ». La Russie a affirmé que les États-Unis retenaient le camp de réfugiés comme « otage » et potentiellement comme bouclier humain sur le territoire,. Selon un reportage du 24 mars de Voice of America (VoA), le groupe rebelle syrien de l'Armée des commandos de la révolution soutenu par les États-Unis et qui maintient l'accès à l'aide et assure la sécurité du camp de Rukban, a déclaré que les réfugiés et les rebelles soutenus par les États-Unis dans la zone dépendaient de la protection américaine contre les attaques des milices pro-gouvernementales syriennes et des djihadistes affiliés à l'État islamique. Un porte-parole du camp de Rukban a affirmé que c'étaient les Syriens et les Russes qui imposaient un « embargo » sur le camp pour forcer les réfugiés à se réconcilier et pour faire pression sur les troupes américaines afin qu'elles quittent la base militaire d'al-Tanf, d'une importance stratégique.
Le 4 juin 2019, des représentants de plus de 30 pays ont participé à une réunion avec le commandement de l’opération Inherent Resolve au Koweït, où la question de l’intensification des efforts de lutte contre le terrorisme en Irak et en Syrie a été discutée. Dans une période de tensions régionales accrues avec l'Iran, le Pentagone a annoncé le 18 juin que 1 000 soldats supplémentaires seraient déployés au Moyen-Orient, probablement sur la base américaine d'al-Tanf en Syrie.
Le 16 avril 2020, un certain nombre de rebelles syriens de la base d'al-Tanf ont fait défection au profit du gouvernement du régime de Bachar el-Assad dans un convoi.
En octobre 2019, dans le contexte du retrait des troupes américaines du nord de la Syrie, le New York Times rapportait que le Pentagone prévoyait de « laisser 150 forces d’opérations spéciales sur une base appelée al-Tanf ».
En 2021, il a été rapporté que, selon des « sources de défense israéliennes », la base militaire d'Al-Tanf continuait d'accueillir environ 350 militaires et civils, « y compris des forces britanniques et françaises décrites comme des « experts du renseignement ». En août 2022, il a été signalé qu'il y avait environ 900 soldats américains en Syrie, la plupart d'entre eux répartis entre la base d'al-Tanf et les champs pétroliers de l'est de la Syrie.